# Manuel Schmiedebach
Manuel Schmiedebach (Berlín, Alemania, 5 de diciembre de 1988) es un futbolista alemán que juega como centrocampista en el SV Grün-Weiss 1908 Ahrensfelde.

## Trayectoria
Debutó como futbolista en el equipo amateur del Hertha Berlín. Llegó en 2008 al Hannover 96. En el año se las arregló para hacer hueco en los titulares. En 2010 renovó hasta 2012 con el equipo.

## Selección nacional
Ha sido internacional sub-19 con Alemania.
El 29 de octubre de 2011 se produjo un acercamiento entre el jugador y el técnico de la selección de fútbol de Venezuela, César Farías, con el fin de que este se uniformara con los colores de la selección venezolana. El jugador pidió dos años de plazo para tomar una decisión, y así se lo comunicó al entrenador en una reunión que tuvieron luego de un partido contra el Borussia Mönchengladbach. Sin embargo, finalmente el jugador no cambiaría de federación.

## Clubes
| Club                           | País     | Año       |
| ------------------------------ | -------- | --------- |
| Hertha Berlín II               | Alemania | 2006-2008 |
| Hannover 96                    | Alemania | 2008-2019 |
| Union Berlin (cedido)          | Alemania | 2018-2019 |
| Union Berlin                   | Alemania | 2019-2020 |
| SV Grün-Weiss 1908 Ahrensfelde | Alemania | 2021-     |

## Vida privada
Schmiedebach creció en una familia bilingüe hablando alemán y español. Su madre Betty es una venezolana nacida en Colombia descendiente de marroquíes. Ella llegó a Berlín hace ya dos décadas. Su padre Helmuth es alemán de raíces irlandesas.